# Funcționarul particular
Funcționarul particular a fost o revistă lunară bilingvă (română și maghiară) care a apărut la Cluj între martie 1927 și 1 ianuarie 1938, cu subtitlul Organul sindicatului funcționarilor particulari din Cluj.
Articolul programatic spunea: ,,Organul nostru va tinde să fie un îndrumător și apărător în toate cauzele juste ale funcționarilor particulari, fie ele de ordin moral, material sau social”
Din colectivul de redacție au făcut parte Ioan Muntean (redactor responsabil) și Bazil Târnoveanu. 
După 2 ani de la apariția revistei s-a înființat Banca Funcționarilor particulari din Cluj. Directorul și inițiatorul acesteia a fost Victor Chirilă iar Silviu Millea a fost vicepreședinte.